# 科學怪人的怪獸 山達對蓋拉
《科學怪人的怪獸 山達對蓋拉》（日文原名：フランケンシュタインの怪獣 サンダ対ガイラ）是1966年上映的日本電影，台灣上映時譯名為《地底大怪獸》。

## 登場怪獸
- 山達
- 蓋拉
- 海魔 大章魚

## 演員
- 佐原健二
- 拉斯·湯伯林
- 水野久美
- 田崎潤
- 中村伸郎
- 桐野洋雄

## 製作人員
- 監製：田中友幸
- 監督：本多豬四郎
- 特技監督：圓谷英二
- 腳本：馬淵薫、本多豬四郎
- 音樂：伊福部昭